# Římskokatolická církev v Dánsku

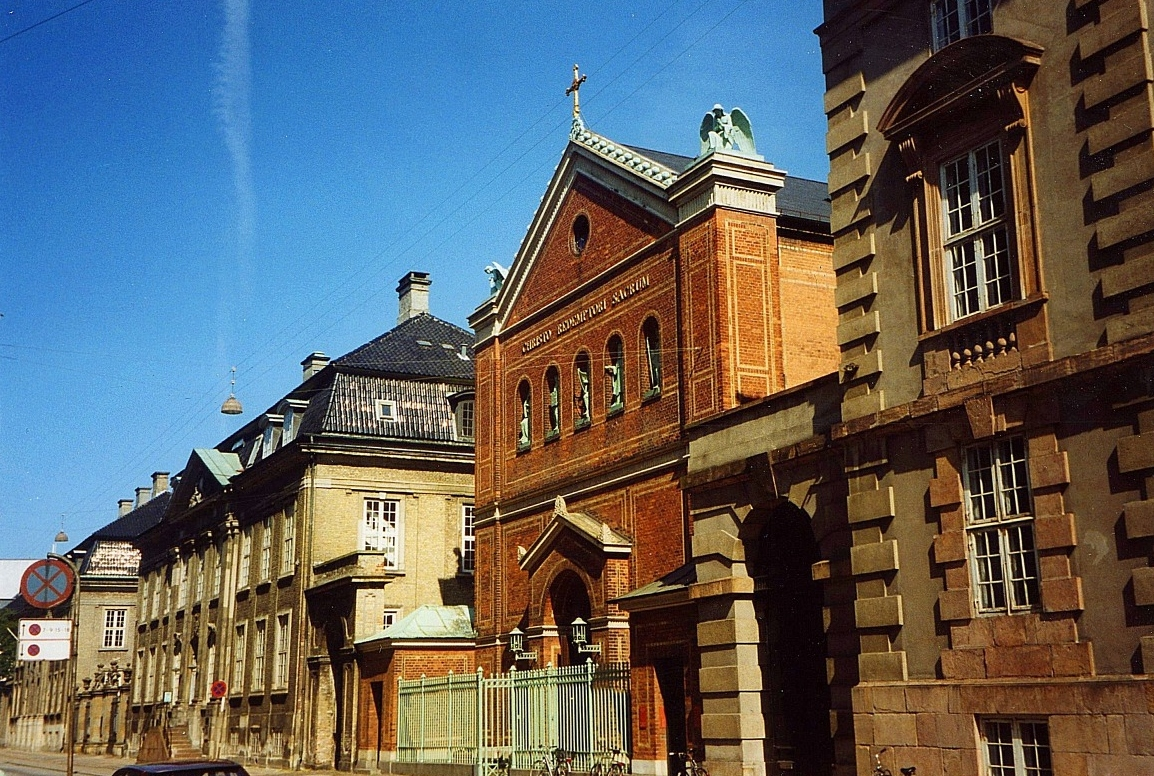
Kodaňská katedrála sv. Ansgara

Římskokatolická církev není v Dánsku příliš rozšířena, v současné době čítá necelých 39 000 katolíků (cca 0,7 % obyvatel). Území státu (včetně Faerských ostrovů a Grónska) pokrývá diecéze kodaňská, která je tak co do rozlohy jednou z největších katolických diecézí na světě. Dánští biskupové jsou členy Skandinávské biskupské konference.